# 豊岡列車区
豊岡列車区（とよおかれっしゃく）とは、兵庫県豊岡市にある西日本旅客鉄道（JR西日本）の乗務員が所属する組織である。

## 概要
兵庫県北部の山陰本線区間については豊岡鉄道部が、播但線区間については福崎鉄道部が管轄していたが、組織改正によって鉄道部が廃止されたため、両鉄道部の運転関係が統合してできた組織である。近畿統括本部が管轄している。
本区は豊岡駅にあり、寺前派出も設置されている。

## 歴史
- 2010年（平成22年）6月1日：豊岡鉄道部の運転部門と福崎鉄道部の運転部門が統合して、豊岡列車区が発足し、寺前派出が設置される[1]。